# Wapen van Asse
Het Wapen van Asse is het heraldisch wapen van de Brabantse gemeente Asse. Het eerste wapen werd op 31 januari 1912, het tweede wapen op 8 juli 1986 toegekend.

## Geschiedenis
Sinds 1912 was aan Asse een wapenschild van zilveren leeuw op een zwart schild toegekend, dat was gebaseerd op een schepenzegels uit 1335 en 1442. Ook in een verklaring van Filips de Goede wordt het wapen als een zilveren leeuw op een zwart schild omschreven. Het is evenwel niet duidelijk naar wat de leeuw juist verwijst.
Toen in 1977 de nieuwe gemeente Asse werd gecreëerd door de samenvoeging van Asse met Bekkerzeel, Kobbegem, Mollem, Relegem en Zellik, werd er ook een nieuw gemeentewapen gemaakt. Hiervoor greep men terug naar de oudste gekende zegels van de schepenen van de vrouwe van Asse uit 1248 en 1274 waarop een toren was afgebeeld. De kleuren van het oude schild (zilver op zwart) werden bewaard.

## Blazoen
Het eerste wapen had de volgende blazoenering:
In zwarte een zilveren leeuw.— Koninklijk Besluit (31 januari 1912).
Het huidige wapen heeft de volgende blazoenering:
In sabel een toren van zilver.— Ministerieel Besluit (8 juli 1986).